# 兕先氏 (泾州贞女)
兕先氏，北魏女性人物，泾州（治今甘肃省泾川县）人。
兕先氏许嫁彭老生为妻，聘礼送过去了，未及成婚。兕先品行贞洁贤淑，家贫常亲自舂米打水，以养父母。彭老生前去逼她与自己同居，兕先氏不同意，认为还没有成婚，没有禀告父母，如果彭老生欲行非礼，自己就只有一死了。不肯相从。彭老生怒而将其刺杀，取走了她的衣服。兕先氏还能说话，临死对彭老生说：“我活着有何罪，与你相遇。我执节自守的原因，难道另有所图，就是想嫁给你啊。现在反被你所杀，如果魂灵有知，自会相报。”言终而亡。彭老生拿着兕先氏珠璎至其叔的家中，告诉叔叔。叔叔说：“她是你妻子，为什么杀了他，上天不会保佑你的。”于是执送官府。太和七年（483年），有司审理判彭老生死罪。魏孝文帝下诏，彭老生不仁，侵陵贞淑女子，根据他强暴的行为，便可诛戮。兕先氏之女守礼持节，身死不改，虽居于民间，行为符合古风，应赐美名，以彰显风操。其墓标志旌扬善德，赐号贞女。